# 呂苟兒
呂苟兒（?—?），北魏秦州主簿，屠各、羌族变民领袖。

## 生平
506年匈奴屠各部落的领袖王灋智聚集两千人反魏，推举吕苟儿为首领，改年号为建明，设置百官，攻击州郡。二月廿三戊午，北魏宣武帝派遣济阴王拓跋小新成的儿子右卫将军元丽督率各路军队讨伐吕苟儿。六月十二乙巳，安西将军元丽击破王法智，斩首六千。吕苟儿率领十多万人驻扎在孤山，围逼秦州，元丽进攻，大败吕苟儿。代理秦州刺史李韶偷袭孤山，抓获了吕苟儿的父母、妻子和儿女，七月十七庚辰，吕苟儿率领部下向元丽投降。